# Kozhenchery
Kozhenchery es una ciudad censal situada en el distrito de Pathanamthitta en el estado de Kerala (India). Su población es de 12021 habitantes (2011). Se encuentra a orillas del río Pamba, a 13 km de Pathanamthitta.

## Demografía
Según el censo de 2011 la población de Kozhenchery era de 12021 habitantes, de los cuales 5594 eran hombres y 6427 eran mujeres. Kozhenchery tiene una tasa media de alfabetización del 96,57%, superior a la media estatal del 94%. la alfabetización masculina es del 96,90%, y la alfabetización femenina del 96,29%.